# Elymana pacifica
Elymana pacifica är en insektsart som beskrevs av Hamilton. Elymana pacifica ingår i släktet Elymana och familjen dvärgstritar. Inga underarter finns listade i Catalogue of Life.